# Camille (migmetratge de 1926)
Camille, també titulat “Camille: The Fate of a Coquette“ és un migmetratge mut de 33 minuts realitzat de manera casolana durant l'estiu de 1926 pel caricaturista Ralph Barton i protagonitzat per Anita Loos. Basat en la novel·la “La dama de les camèlies” d'Alexandre Dumas (fill), en ell apareixen un gran nombre de personatges socials de l’època com la guionista Anita Loos, l’actor Charles Chaplin, l'escriptor Theodore Dreiser o el poeta Paul Claudel.

## Repartiment
- Paul Robeson (Alexandre Dumas, fill)
- Sinclair Lewis (figures al·legòriques)
- Anita Loos (Camille)
- George Jean Nathan (Arthur)
- Donald Freeman (Gustave)
- Pauline Starke (Nan)
- Theodore Dreiser (Gas-House Gleasen)
- Sherwood Anderson (Mr. X)
- Clarence Darrow (August Peters)
- Lois Moran (Alice Brown)
- Édouard Bourdet (el Comte de Idaho)
- Jacques Copeau (Radavanni)
- Georges Lepape (The Weasel)
- Denise Bourdet (Olga Petroff)
- Bernard Boulet de Monuel (Dou-Dou-Dou)
- Sacha Guitry (Mancha y Zaragosa)
- Yvonne Printemps (Angèle Hemingway)
- Alfred Knopf (Abd-el-Hammam)
- Serge Koussevitzky (Gran Duc Michael)
- Wally Toscanini (Madge)
- H.L. Mencken (Andrew Volstead)
- Joseph Hergesheimer (esperit de Valentino)
- Aileen Pringle (Estelle)
- Marie-Blanche de Polignac (Les Pâcheux)
- Julia Hoyt (Kitty)
- Charles Chaplin (Mike)
- Ethel Barrymore (Olympe)
- John Emerson (Comte de Varville)
- Georges Goursat (Sem) (Arquebisbe de Canterbury)
- Paul Morand (Lars Nelson)
- Patsy Ruth Miller (Sadie)
- Morris Gest (Butter-and-Egg Man)
- Lili Darvas (Queenie)
- Rex Ingram (Charles Stewart Parnell)
- Paul Claudel (Jean Bart)
- William Somerset Maugham (Monsieur Duval)
- Roland Young (Lord Kyne)
- Mulay Yusuf (Sultà del Marroc)
- Frank Keenan (Príncep von Lindenstein)
- Ferenc Molnár (Drnskaqrsk)
- Max Reinhardt (Siegfried)
- Charles G. Shaw (Armand Duval)
- T.R. Smith (Doctor)
- Zéna Naylor (infermera)
- Mary Hutchins (Nanine)
- Richard Barthelmess (Gaston)
- Chauncey Olcott (Pierre)
- Nikita Balieff (Ivon)
- Dorothy Gish (Grace)
- James Rennie (Philippe)
- Carmel Myers (Agatha)
- Fanny Ward (la Verge Maria)